# Історія металургії

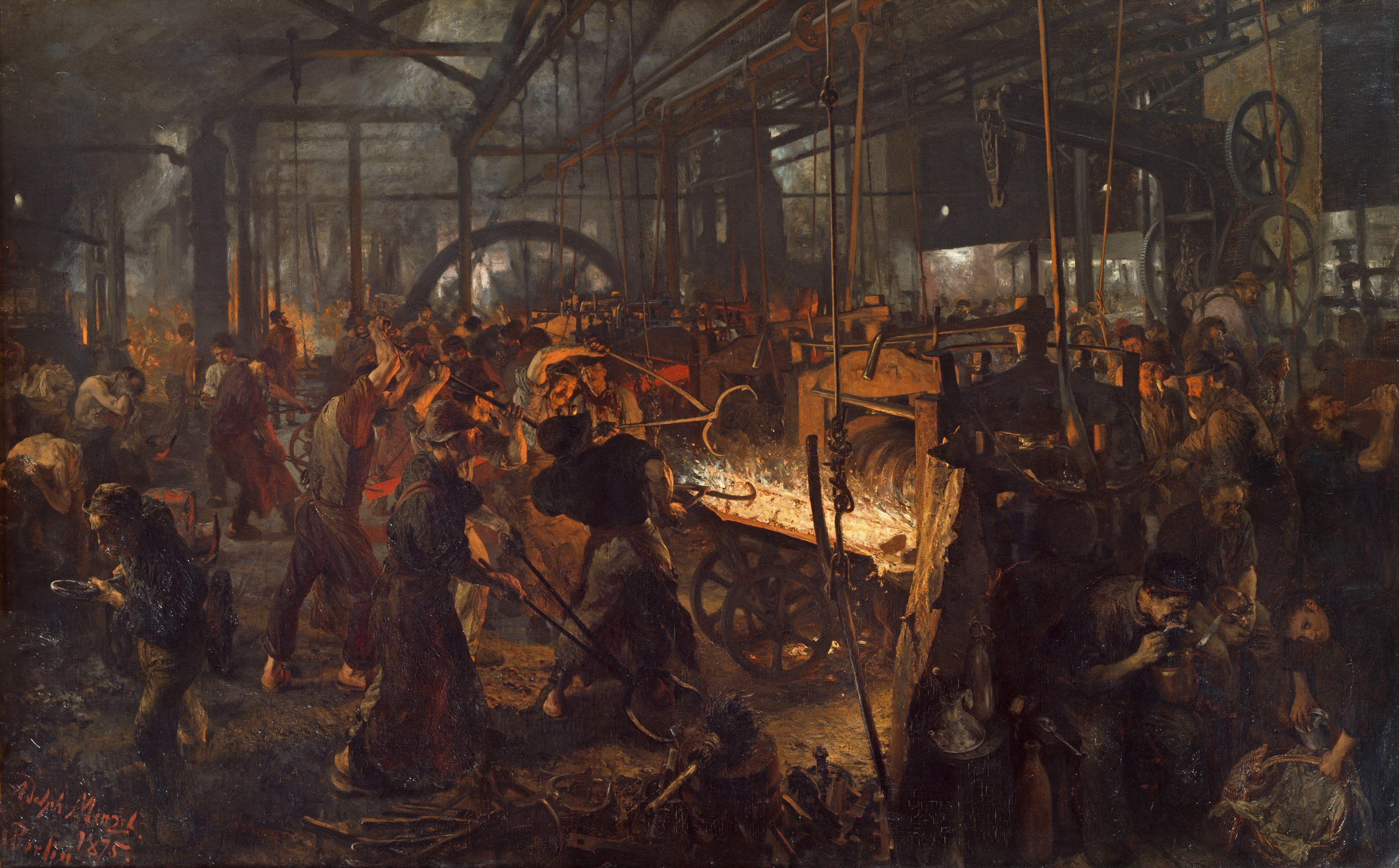
На металургійному заводі. Картина Адольфа фон Менцеля, 1875 р.

Металургійні центри давнього світу.

Гірничі місця на стародавньому Близькому Сході. Легенда: арсен позначений коричневим, мідь червоним, олово сірим, залізо бурим, золото жовтим, срібло білим, свинець чорним. Жовті області позначають місця бронзи з арсеном, тоді як сірі — бронзи з оловом.

Історія металургії — частина історії техніки.

## Гіпотези стосовно витоків металургії
Загальнопоширене припущення, що первинні люди ставали випадковими свідками непередбачуваних витопів металу з руд у домашньому вогнищі чи багатті лісової пожежі й, користуючись цією підказкою природи, розпочинали самостійну металургійну діяльність.
- За гіпотезою українських вчених Г. Гайка та В. Білецького передумови зародження металургії лежали в послідовному розвитку гірничих технологій кам'яної доби й були пов'язані з формуванням вже в неоліті стійкої культурної спільноти «гірничих людей», які сторіччями вели розробку нерудної сировини й накопичували гірничий досвід.[1] У надрах цієї спільноти розпочалася цілеспрямована, довготривала, пов'язана з сакральними культами гірників діяльність з освоєння металів. Г. Гайко та В. Білецький доводять, що чинники сакрально-магічного характеру й діяльність служителів магічних культів у середовищі архаїчних гірників слід розглядати як необхідну умову зародження металургії, допускаючи не тільки раціональні, а й сакральні практики, спрямовані на відкриття тайн металів (за аналогією з містичними практиками алхіміків історичних часів). Не виключено, що й винахід повітряного дуття, який забезпечив можливість процесу витоплення металу, був пов'язаний із магічними ритуалами випробування руди вогнем надзвичайної сили, тобто високотемпературний режим міг первісно створюватися за «ідеологічною», а не «технологічною» мотивацією. Отже, досягнення археометалургії останніх десятиріч додають якісно нові свідчення в сучасні уявлення про розвиток неолітичної революції, дозволяють виділити окрему усталену спільноту гірників-металургів і поставити її поруч зі спільнотами рільників і скотарів як важливу складову поступу неолітичної революції.

- Існує також гіпотеза, згідно з якою освоєння металів пов'язане із спостеріганням поодиноких подій плавлення міді з грудок руди, що несподівано потрапляли в багаття первісної людини. Першовідкривачами металів, за цією версією, є давні мисливці чи скотарі, які неочікувано стали свідками самочинного витоплення міді. Однак, наукові реконструкції давніх способів плавлення міді свідчать про виключно низьку ймовірність випадкового витоплення міді у звичайному багатті навіть з найбільш легкоплавких руд. Таким же малоймовірним є припущення успішних пошуків руд і вдалих плавлень, здійснених необізнаними, випадковими людьми. Ця версія ніяк не пояснює, чому за десятки тисячоліть діяльності Homo sapiens «випадки» самочинного витоплення міді були «помічені» й використані лише в неоліті.

## Динаміка розвитку металургії
Археологічні дослідження свідчать про те, що людство видобувало метал здавна. Зокрема, виявлені в 50–60-х роках XX століття в південно-західній частині Малої Азії сліди виплавки міді датуються VII–VI тисячоліттям до н. е. Перші свідчення того, що людина займалася металургією в V–VI тисячолітті до н. е. були знайдені в Майданпек, Плочніке та інших місцях в Сербії (у тому числі мідну сокиру 5500 років до н. е., що відноситься до культурі Вінча), Болгарії (5000 р. до н. е.), Палмеле (Португалія), Іспанії, Стоунхенджі (Велика Британія). В Пакистані знайдені артефакти, що підтверджують застосування формівного литва 6 тис. років тому. Однак, як це нерідко трапляється з настільки давніми явищами, вік не завжди може бути точно визначений.
В культурі ранніх часів присутні срібло, мідь, олово і метеоритне залізо, що дозволяли вести обмежену металообробку. Так, високо цінувалися «Небесні кинджали» — єгипетське зброя, створена з метеоритного заліза 3000 років до н. е. Але, навчившись добувати мідь і олово з гірської породи і отримувати сплав, названий бронзою, люди в 3500 роки до н. е. вступили в бронзову добу.
У бронзовій добі (III-є тисячоліття до н. е.) застосування отримали вироби і знаряддя праці з сплавів міді з оловом (олов'яна бронза). Цей сплав — найдавніший сплав, виплавлений людиною. Вважається, що перші вироби з бронзи отримані за 3 тис. років до н. е. відновної плавкою суміші мідної та олов'яної руд з деревним вугіллям. Значно пізніше бронзи стали виготовляти добавкою в мідь олова та інших металів (алюмінієві, берилієві, кремненікелеві та ін. бронзи, сплави міді з цинком, звані латунню, і ін.). Бронзи застосовувалися спочатку для виробництва зброї і знарядь праці, потім для відливання дзвонів, гармат і т. д. В даний час найбільш поширені алюмінієві бронзи, містять 5–12 % алюмінію з добавками заліза, марганцю та нікелю.
Слідом за міддю людина стала використовувати залізо. Загальне уявлення про три «доби» — кам'яну, бронзову і залізну — виникло ще в античному світі (Тит Лукрецій Кар). Термін «залізна доба» був введений в науку в середині XIX століття данським археологом К. Томсеном
Отримання заліза з руди і виплавка металу на основі заліза було набагато складніше. Вважається, що технологія була винайдена хеттами приблизно в 1200 році до н. е, що стало початком Залізної доби. В розшифрованих хетських текстах XIX століття до н. е. згадується про залізо як про метал, «що впав з неба». Секрет видобутку і виготовлення заліза став ключовим фактором могутності філістимлян.
Прийнято вважати, що людина вперше познайомився з метеоритним залізом. Непрямим підтвердженням цьому є назви заліза на мовах стародавніх народів: «небесне тіло» (давньоєгипетська, давньогрецька), «зірка» (давньогрецька). Шумери називали залізо «небесною міддю». Можливо, тому все, що було пов'язано в давнину з залізом, було оточене ореолом таємничості. Люди, які видобували і обробляли залізо, були оточені пошаною і повагою, до чого домішувалось і почуття страху (їх часто зображували чаклунами).
В історичній літературі епоху залізної доби ділять на два періоди. Рання залізна доба, охоплює період X–V століть до н. е. Цей період отримав назву гальштатська культура за назвою міста Гальштат в Австрії, біля якого були знайдені залізні предмети того часу. Пізня або «друга залізна доба» охоплює період V–II століть до н. е. початок н. е. і отримала назву латенська культура — за однойменним місцем в Швейцарії, від якого залишилося багато залізних предметів. Латенська культура пов'язується з кельтами, що вважалися майстрами виготовлення різних знарядь із заліза. Велике переселення кельтів, що почалося в V столітті до н. е., сприяло поширенню цього досвіду на території Західної Європи. Від кельтської назви заліза «ізарнон» походять німецьке «айзен» і англійське «айрон».
В кінці II тисячоліття до н. е. залізо з'явилося в Закавказзі. В степах Північного Причорномор'я в VII-я століттях до н. е. мешкали племена скіфів, які створили найбільш розвинену культуру ранньої залізної доби на території України.
Спочатку залізо цінувалося дуже дорого, використовувалося для виготовлення монет, зберігалося в царських скарбницях. Потім воно стало все активніше використовуватися як знаряддя праці, і як зброя. Про використання заліза як знарядь праці згадується в «Іліаді» Гомера. Там же згадується про те, що Ахілл нагородив переможця дискобола диском із заліза. Грецькі майстри вже в стародавні часи використовували залізо. У побудованому греками храмі Артеміди барабани мармурових колон храму були скріплені потужними залізними штирями довжиною 130, шириною 90 і товщиною 15 мм.
Народи зі Сходу, що прийшли до Європи, внесли свій внесок у поширення металургії. За переказами, колискою монголів і туркменів були багаті рудами Алтайські гори. Своїми богами ці народи вважали тих, хто відав ковальським ремеслом. Обладунки та зброю войовничих кочовиків із Середньої Азії було зроблено з заліза, що підтверджує їх знайомство з металургією.
Багаті традиції виробництва виробів з заліза присутні в Китаї. Тут, можливо раніше, ніж в інших народів, навчилися отримувати рідкий чавун і робити з нього виливку. До наших днів збереглися деякі унікальні виливки з чавуну, виготовлені в першому тисячолітті н. е., наприклад, дзвін висотою 4 і діаметром З метра, масою 60 тонн.
Відомі унікальні вироби металургів Стародавньої Індії. Класичним прикладом є знаменита Кутубська колона в Делі масою 6 тонн, висотою 7,5 метрів і діаметром 40 см. Напис на колоні свідчить, що вона споруджена приблизно в 380–330 роках до н. е. Аналіз показує, вона споруджена з окремих криць, зварених в ковальському горні. На колоні немає іржі. У похованнях стародавньої Індії знайдено сталеву зброю, виготовлену в середині першого тисячоліття до н. е.
Таким чином, сліди розвитку чорної металургії можна відстежити в багатьох минулих культурах і цивілізаціях. Сюди входять давні й середньовічні королівства та імперії Середнього Сходу і Близького Сходу, Стародавній Єгипет і Анатолія (Туреччина), Карфаген, греки і римляни античної та середньовічної Європи, Китай, Індія, Японія тощо. Потрібно зауважити, що багато методів, пристроїв та технологій металургії спочатку були придумані в Стародавньому Китаї, а потім і європейці опанували це ремесло (винайшовши доменні печі, чавун, сталь, гідромолоти тощо). Проте, останні дослідження свідчать про те, що технології римлян були набагато більш просунутими, ніж вважалося раніше, особливо в галузі гірничого видобутку і кування.

### Основні етапи освоєння перших металів
До основних етапів оволодіння першими металами належать:
- ознайомлення з самородною міддю, виявлення її ковкості й збільшеної пластичності при нагріванні; розвиток методів пошуку самородків; холодне кування самородних металів — перша форма металургії;
- засвоєння зв'язку між металом і рудою, виявлення пошукових ознак та способів розробки рудних мінералів, визначення шляхів збагачення руд та умов витоплення міді, винахід високотемпературного палива (деревного вугілля), створення плавильних печей, тиглів, ливарних форм;
- відкриття руд арсену, олова, срібла, свинцю, стибію; дослідження їх впливу на зміну властивостей мідних сплавів; плавлення бронз (високоміцних мідних сплавів).

Перш за все стародавні гірники використовували мідні руди, які легко помітити, добути й розплавити. Природне збагачення первинних сульфідних руд міді шляхом вивітрювання й розпаду порід сприяло появі їх окиснених похідних — малахіту, азуриту, куприту та хризоколи, які залягають, як правило, на малих глибинах (іноді виходять на поверхню) і мають яскравий помітний колір. Вивітрювання частини шкідливих речовин (сірки та ін.) зробило окиснені руди більш легкоплавкими.
Оскільки самородна мідь містилася саме в подібних рудах, а відокремити її без подрібнення породи не завжди можна було, то й самі грудки руди ставали предметом видобутку. Знаючи про здатність вогню руйнувати гірську породу, давні гірники, ймовірно, намагалися вилучити самородну мідь з руди шляхом її нагріву в первісних печах. Можна припустити, що при розтріскуванні рудних каменів гірники, крім самородної міді, могли іноді спостерігати витоплення краплин міді безпосередньо з грудок руди. З часом зрозуміли, що руда містить, окрім помітних вкраплень та гнізд самородної міді, якісь невидимі оку металеві частинки, які можна «вивільнити» під час особливого випалювання рудних каменів. Ці знання сприяли пошукам і металургійній переробці характерних руд, які вже не включали безпосередньо самородну мідь, але давали метал при витопленні.
Численні спроби плавлення руд виявили важливі особливості витоплення: краплі металу з'являлися на рудному камені тільки з боку контакту з деревним вугіллям за умови спрямованого повітряного дуття (оксиди міді спроможні віддавати свій кисень в умовах вельми високих температур виключно вуглецю). Це привело до застосування тліючого деревного вугілля та розміщення подрібненої мідної руди в його товстому шарі. Здобутий досвід допоміг створити два основоположні металургійні винаходи — конструкцію плавильної печі з подаванням повітря в осередок горіння та спосіб отримання високотемпературного палива і одночасно — відновлювача (деревного вугілля).
Перші печі, які споруджували для одноразового витоплення, — це невеликі заглибини в ґрунті, які обкладали високими, пласкими каменями або пасом кам'яного муру. Припускають, що в разі розміщення печей в зонах регулярних потужних вітрів (наприклад, в ущелинах гір) потрібну температуру витоплення (700–800 °С) можна було забезпечити без примусового штучного дуття повітря. Але лише його використання змогло гарантувати високі температури витопу й уможливлювало стабільний перебіг металургійних процесів.
Спочатку процес дуття здійснювали силою легенів людини, використовуючи порожнисту трубку (тростину), кінець якої, щоб вберегти від займання, оснащували соплом (глиняною насадкою). Сопло спрямовували в нижню частину печі. Для забезпечення потрібного об'єму повітря кілька осіб вдували його одночасно.
Важливим винаходом, який проіснував у металургії протягом кількох тисячоліть, було створення міхів для повітряного дуття. Здавна для зберігання рідких та сипких речовин люди використовували міхи зі шкур тварин (бурдюки), які й послужили основою для нагнітальних пристроїв. Зазвичай шкуру вівці зшивали особливим чином, причому три нижні отвори зав'язували, а в четвертий вставляли сопло. До шийного отвору кріпили дві планки, що забезпечувало рух повітря, коли відкривали й закривали міх. З часом конструкція зазнала деяких змін — дві дерев'яні пласкі лопаті поєднували шкіряними складчастими стінками .
На ефективність процесу витоплення суттєво впливало паливо, яке мало забезпечити високу температуру й одночасно — відновлювальне середовище. Людина навчилася перетворювати звичайну деревину на деревне вугілля, яке давало в 2–3 рази більше тепла, ніж однакова за вагою кількість сухої деревини. Виготовлення деревного вугілля здійснювали шляхом випалення дров в умовах недостатнього доступу повітря . Наведемо фрагмент з опису цього процесу, зроблений філософом-енциклопедистом античності Теофрастом: «Деревина для вугілля повинна бути вологою. Для випалення вибирають і рубають дровини прямі й гладкі, тому що їх потрібно укласти якомога щільніше. Коли уся „пічка“ навкруги вкрита (шаром ґрунту — авт.), дрова поступово підпалюють і ворушать їх жердинами». Для витоплення різних металів використовували вугілля з різних деревних порід.
Дерева, необхідні для виготовлення деревного вугілля, не завжди росли поблизу давніх рудень. Їх доставляли до місць видобутку руд або транспортували збагачену руду до лісних масивів, що було більш доцільним. У подальшому виникла практика, коли видобуток руди й заготівлю деревини здійснювали окремі експедиції, а плавлення металу й відливання виробів виконували в місцях великих поселень (поблизу численних споживачів, на перехрестях торговельних шляхів тощо). Ці обставини, поряд з організаційними та технологічними чинниками, започаткували поділ колись єдиної спільноти гірників-металургів, хоча тісна взаємопов'язаність цих груп була помітна аж до часів індустріалізації.

## Сакральна складова гірничо-металургійного мистецтва
Див. також Сакралізація гірничо-металургійного мистецтва
Характеризуючи перші організаційні та світоглядні чинники освоєння міді, слід зазначити, що металургійне втручання у природу матеріалів сприймалося первісною людиною як містичне, дивовижне явище. Воно було напо-внене символізмом Божественної сили. Архаїчні гірники відчували себе в постійному й безпосередньому контакті з потойбічним невидимим світом, який був для них не менш очевидним, ніж реальний світ. Є численні свідчення надзвичайно високої ролі факторів сакрально-магічного характеру в діяльності давніх гірників, які вказують на значний вплив служителів давніх магічних культів.
Об'єктивним підґрунтям для виникнення та поширення цих культів був значно більший (порівняно з іншою виробничою діяльністю) чинник непевності в результатах праці гірників-металургів. Ніколи не було достеменно відомо, чи виробка (результат важкої, тривалої й небезпечної праці) натрапить на рудний поклад, чи якісною виявиться руда, чи не очікує на гірника під землею обрушення покрівлі, затоплення або загазованість, чи забезпечать умови витоплення металу його ефективний вихід, чи виявиться бажаною кількість і якість металу. Імовірнісна природа явищ, з якими стикалися гірники у своїй виробничій діяльності, сприяла утвердженню містичних уявлень.